# Дейкон, Моника
Дама Моника Джесси Дейкон урожденная Шин (англ. Monica Jessie Dacon; 4 июня 1934, Британские Наветренные острова, Британская империя) — политический и государственный деятель, временный Генерал-губернатор Сент-Винсента и Гренадин (2002), педагог. Первая женщина, назначенная заместителем генерал-губернатора и исполняющей обязанности генерал-губернатора Сент-Винсента и Гренадин.
После окончания Университета Вест-Индии учительствовала в школах Тринидада и Тобаго. В 1966 году вернулась на родину и преподавала в епископском колледже в Кингстауне. Несколько месяцев исполняла обязанности директора Бишопс-колледжа, прежде чем вернуться в среднюю школу для девочек, где работала почти пятнадцать лет.
Занималась церковной и общественной деятельностью. В 2001 году стала членом Апелляционного совета государственной службы.
В том же году Моника Джесси Дейкон была назначена заместителем генерал-губернатора государства.
После смерти сэра Чарльза Антробуса 3 июня 2002 по 22 июня 2002 года исполняла обязанности Генерал-губернатора Сент-Винсента и Гренадин, после чего передала обязанности новому генерал-губернатору Фредерику Баллантайну.
Первая женщина Сент-Винсента и Гренадин, посвящённая в рыцари.
Вдова бывшего члена парламента Сент-Клера Дакона.